# 基卢瓦岛

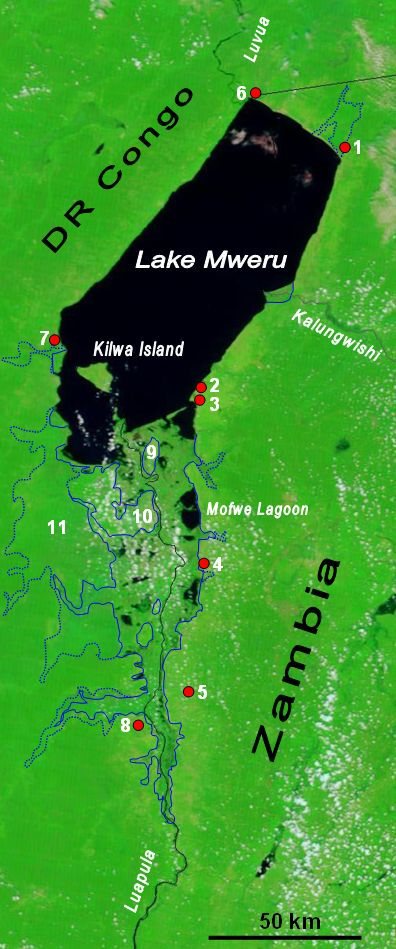
姆韦鲁湖及基尔瓦岛

基卢瓦岛（Kilwa）是赞比亚姆韦鲁湖上最大的一座岛屿，属该国卢阿普拉省恩切伦戈县管辖。整座岛呈三角形，宽约8公里，面积约25平方公里。岛上居民约2万人。距赞比亚首都卢萨卡676公里。该岛曾是阿拉伯及斯瓦西里商人在这一带交易象牙、铜及奴隶的中心。该岛得名自坦桑尼亚印度洋海岸上的基尔瓦基斯瓦尼（即斯瓦希里语“基尔瓦岛”之意）。
湖西岸的刚果民主共和国有同名基卢瓦市，正位于基尔瓦岛以西约五公里处。赞比亚与刚果民主共和国的国界即在基卢瓦岛与基卢瓦市之间的湖面穿过。在第二次刚果战争期间，曾有民主刚果难民逃至该岛。
岛上有定期轮渡开往县府恩切伦戈。